# Cuatro Santos Mártires de Gerona

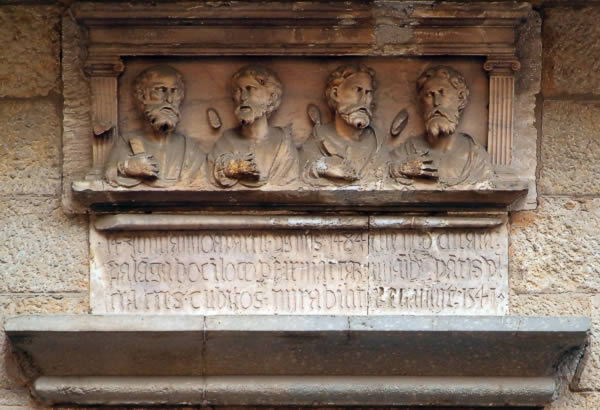
Relieve de la segunda mitad del en la Casa Barceló de la Plaça del Vi de Gerona.

Cuatro Santos Mártires de Gerona es la denominación de cuatro hermanos santos y mártires: San Germán de Gerona, San Justo de Gerona, San Paulino de Gerona y San Sicio. Nacidos en La Pera, según la tradición fueron martirizados en Gerona en la época de las persecuciones de Diocleciano, a finales del siglo III. Son los patrones del oficio de la talla de la piedra al que se dedicaban (canteros, escultores y picapedreros). Reciben culto local (no figuran en el Martirologio romano), y tienen como lugares de peregrinación la iglesia de San Isidoro de la Pera y la Catedral de Gerona.
En el año 778 sus reliquias fueron trasladadas por Carlomagno desde la iglesia de Santa María a la catedral, donde fueron depositadas en la capilla de los Santos Mártires. Actualmente se conservan allí, en un sepulcro de época gótica.
Se celebra su festividad el 2 de junio. En Gerona, en ese día los picapedreros bailaban sardanas en la Plaça del Vi, ante una imagen de estos santos en la fachada de la Casa Barceló. La iconografía convencional para su representación es la de cuatro varones juntos, con corona y palma de martirio e instrumentos del oficio de la talla de la piedra.
Algunos tratadistas, como el padre Papebroch, dudan de su historicidad, considerándolos legendarios, probablemente adaptados a partir de la historia de los Cinco Santos Coronados de Panonia, al igual que ocurrió con los Cuatro Santos Coronados de Roma.

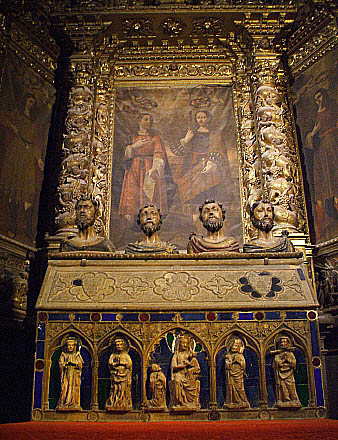
Capilla de los Santos Mártires, en la Catedral de Gerona (retablo de ca. 1690)
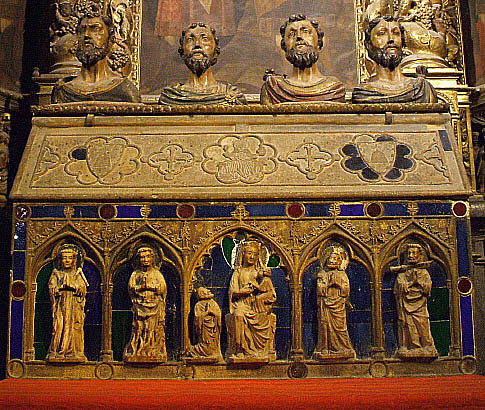
Arqueta de los Sants, en la Capilla de la Catedral (primera mitad del siglo XIV)